# Ooststellingwerf

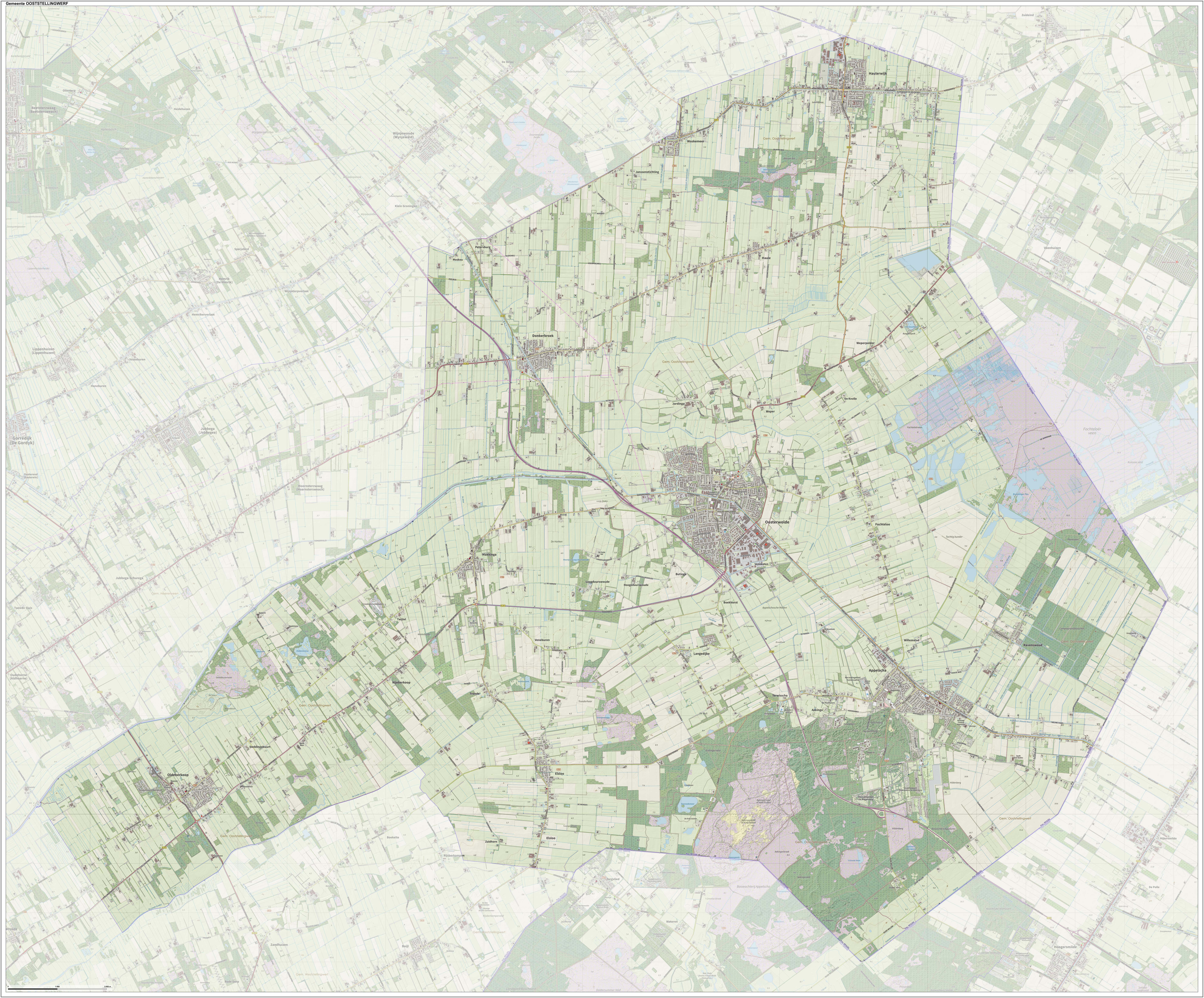
Topografische gemeentekaart van Ooststellingwerf, september 2023

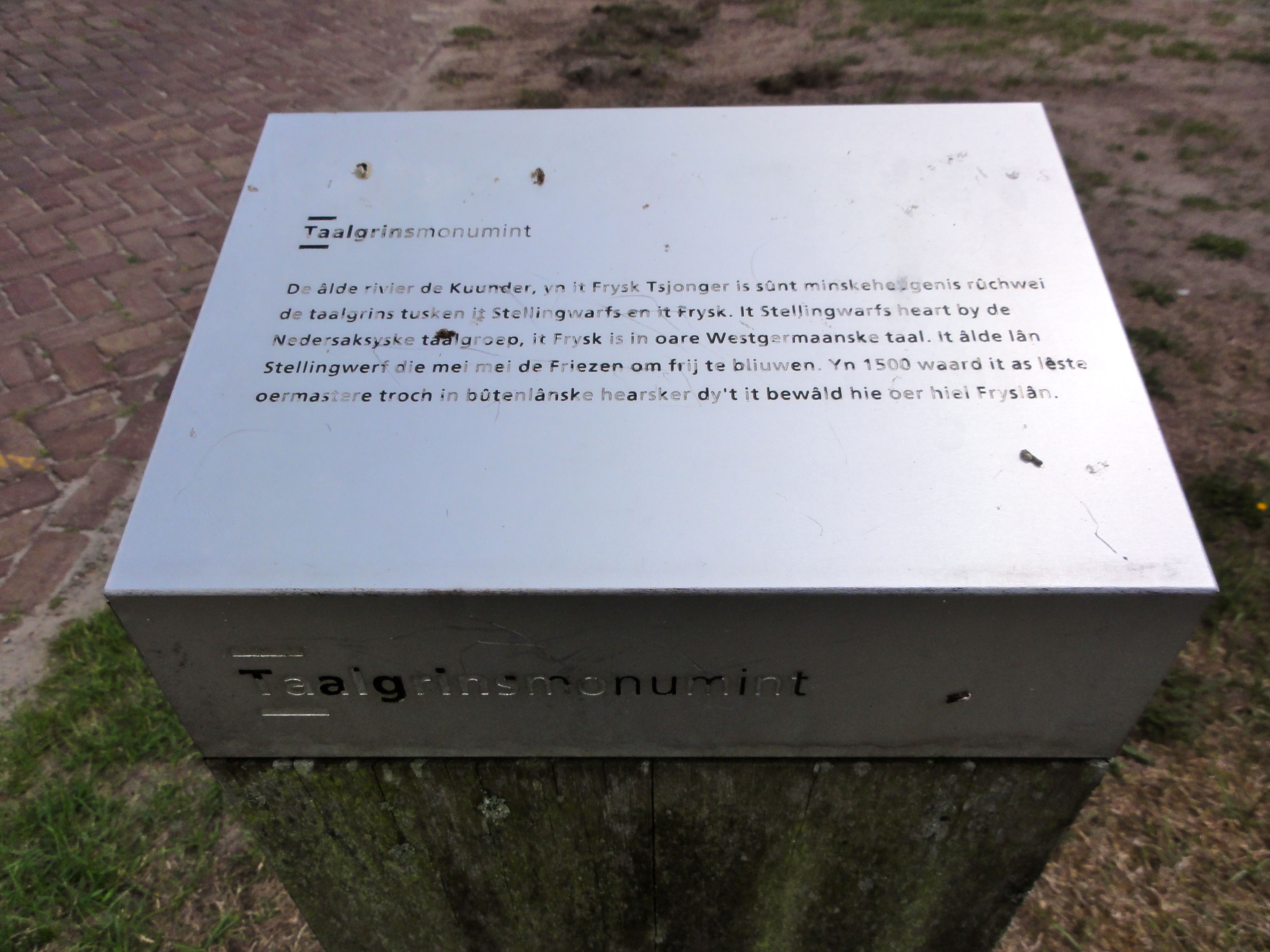
Het Taalgrensmonument (Taalgrinsmonumint) bij de Tjonger even ten noordwesten van Nijeberkoop

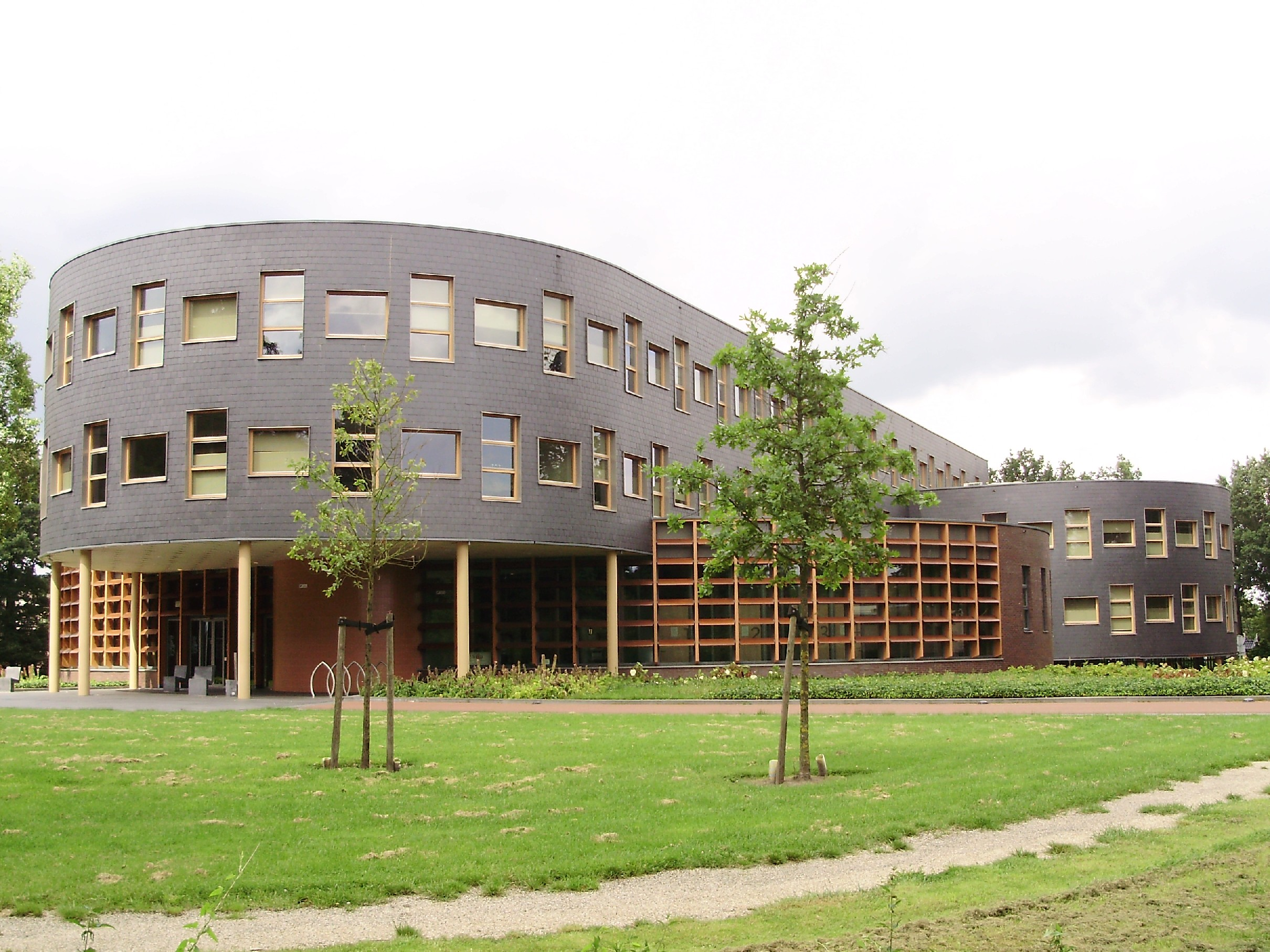
Gemeentehuis van Ooststellingwerf (2008)

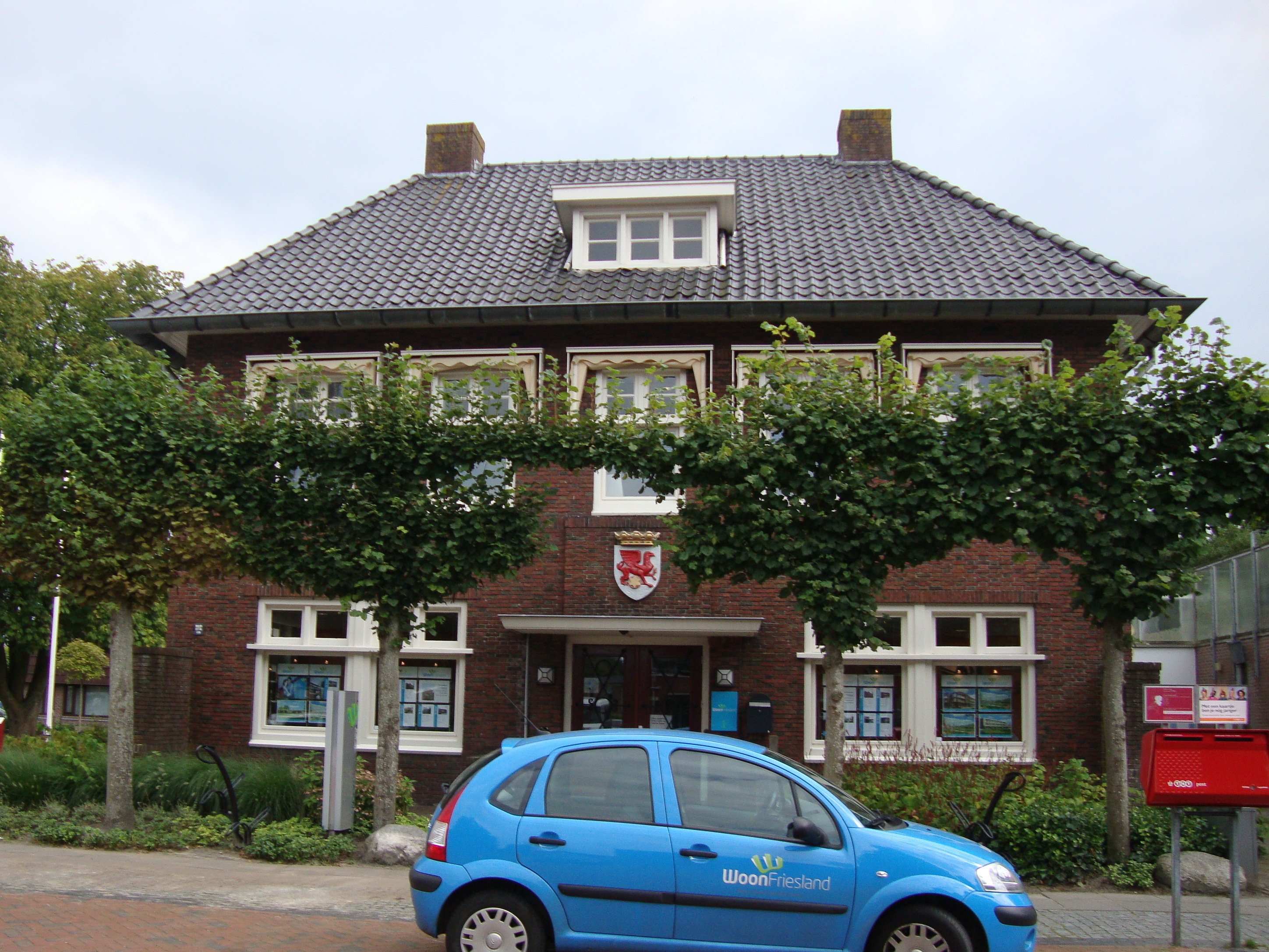
Het oude gemeentehuis (2009)

Ooststellingwerf (uitspraakⓘ) (Stellingwerfs: Ooststellingwarf, Fries: Eaststellingwerf) is een gemeente in de Nederlandse provincie Friesland. De gemeente telt per 22 november 2024 25.824 inwoners (bron: CBS). Ooststellingwerf heeft een oppervlakte van 226,64 km². Hoofdplaats is Oosterwolde.
Ooststellingwerf maakt samen met Weststellingwerf deel uit van de Stellingwerven. In Ooststellingwerf werd vanouds Stellingwerfs gesproken, maar nu ook Fries en Nederlands. Het riviertje de Tjonger, in het noorden van de gemeente, is de taalgrens tussen Fries en Nedersaksisch gebied. Uitzondering hierop zijn de verveningsdorpen Ravenswoud en Appelscha waar, net als in de noordelijke dorpen Donkerbroek, Haule, Haulerwijk en Waskemeer, ook Fries gesproken wordt. Het Nederlands is de dominante taal in de gemeente, het Fries en Stellingwerfs volgen op plek 2 en 3. De gemeente ligt aan de grens met Drenthe; op deze grens, ten zuidoosten van Appelscha ligt het Nationaal Park Drents-Friese Wold, waar uitgestrekte bossen liggen en een zandverstuiving, die het Aekingerzand of de Kale Duinen wordt genoemd. Het hoogste punt in de gemeente is de op 26,6 m gelegen top van de Bosberg, ook vlak bij Appelscha. Aan de oostkant van de gemeente, tussen Appelscha en Veenhuizen ligt het Fochteloërveen. De rivieren de Linde en de Tjonger ontspringen in deze gemeente.

## Kernen
De gemeente Ooststellingwerf telt dertien officiële kernen (dorpen). De Nederlandse namen zijn de officiële. De hoofdplaats is Oosterwolde. De oudere dorpen hebben een brink en essen zoals dat ook in Drenthe gewoon is en hun eerdere Saksische karakter aangeeft. Ditzelfde geldt voor het kleinschalige agrarische karakter met weinig industriële ontwikkeling maar met nabuurschap.
Sinds de vervening in de 19e eeuw is de gemeente langzamerhand ontsloten. De oudere dorpen hebben zich in de veertiende eeuw vanuit Drenthe aangesloten bij het welvarender Friesland. Het oude Stellingwerver boerderijtype lag in de lijn van de Saksische boerderijen. Alleen bij Donkerbroek staat nog een boerderij uit de 17e eeuw van dit type.
De zandgronden met beekdalen van o.a. de Kuinder en het Grootdiep liggen in het verlengde van de Drentse beekdalen. De beken doorklieven het Drents-Friese keileemplateau.

## Lochtenrek en Jardinga: archeologische vindplaatsen
Op uit de voorlaatste ijstijd ontstane dekzandruggen langs de Tjonger zijn sites van laat-paleolitische jagers-verzamelaars van de Hamburgcultuur en Tjongercultuur/Federmessercultuur aangetroffen. Met name bij Jardinga en Lochtenrek tussen Makkinga en Oosterwolde zijn doorgangskampjes uit het einde van de laatste ijstijd bekend.

## Dorpen
Aantal inwoners per woonkern op 1 januari 2023:
| Nederlandse naam | Stellingwerfse naam | Friese naam | Inwoners |
| ---------------- | ------------------- | ----------- | -------- |
| Oosterwolde      | Oosterwoolde        | Easterwâlde | 9.825    |
| Appelscha        | Appelsche           | Appelskea   | 4.875    |
| Haulerwijk       | Haulerwiek          | Haulerwyk   | 3.195    |
| Donkerbroek      | Donkerbroek         | Donkerbroek | 1.930    |
| Oldeberkoop      | Berkoop             | Aldeberkeap | 1.535    |
| Makkinga         | Makkinge            | Makkingea   | 1.030    |
| Waskemeer        | Waskemeer           | Waskemar    | 830      |
| Elsloo           | Else                | Elslo       | 675      |
| Haule            | De Haule            | De Haule    | 580      |
| Ravenswoud       | Raevenswoold        | Ravenswâld  | 405      |
| Fochteloo        | De Fochtel          | De Fochtel  | 360      |
| Langedijke       | Langedieke          | Langedike   | 325      |
| Nijeberkoop      | Ni'jberkoop         | Nijeberkeap | 275      |

### Buurtschappen
Naast deze officiële kernen bevinden zich in de gemeente de volgende buurtschappen met hun Stellingwerfse streeknaam:
| - 't Hoogezand (Et Hogezaand) - Aekinga (Aekinge) - Bekhof (Bekhof) - Bentemaden (Bentemaoden) - Boekhorst (Boekeste) - Bovenveld (Bovenveld) - Bûterheideveld (Buterheideveld) - Buttinga (Buttinge) - Canada (Kannede) - De Bult (De Bult) - De Knolle (De Knolle) - De Koelanden (De Koelanen) - De Monden (De Monden) - De Riete (De Riete) - Deddingabuurt (Deddingebuurt) | - Drie Tolhekken (Drie Tolhekken) - Elleboog (Elleboge) - Egypte (Iegypte) - Frankrijk (Fraankriek) - Hoogeduurswoude (Hogeduurswoold) - Janssenstichting (Janssenstichting) - Jardinga (Jardinge) - Konijnenbuurt (Knienebuurt) - Koudenburg (Kooldenburg) - Klazinga (Klaezinge) - Laagduurswoude (Legeduurswoold) - Medhuizen (Medhuzen) - Moskou (Moskou) - Nanninga (Nanninge) - Nieuwe Vaart (Ni'je Vaort) | - Oude Willem (Oolde Willem) - Petersburg (Petersburg) - Prandinga (Prandinge) - Rolpaal (Rolpaol) - Schottelenburg (Schottelenburg) - Schrappinga (Schrappinge) - Terwisscha (Terwissche) - Tronde (Tronde) - Twijtel (Twietel) - Veneburen (Veneboeren) - Venekoten (Venekoten) - Weper (De Weper) - Weperpolder (Weperpoolder) - Willemstad (De Willemstad) - Zuidhorn (Zuudhorn) |

### Aangrenzende gemeenten
| Aangrenzende gemeenten | Aangrenzende gemeenten | Aangrenzende gemeenten | Aangrenzende gemeenten | Aangrenzende gemeenten |
| ---------------------- | ---------------------- | ---------------------- | ---------------------- | ---------------------- |
| Opsterland             |                        |                        |                        | Noordenveld (Dr)       |
|                        |                        |                        |                        |                        |
| Heerenveen             |                        |                        |                        |                        |
|                        |                        |                        |                        |                        |
| Weststellingwerf       |                        | Westerveld (Dr)        |                        | Midden-Drenthe (Dr)    |

## Gemeenteraad
De gemeenteraad van Ooststellingwerf bestaat uit 21 zetels. Hieronder staat de samenstelling van de gemeenteraad sinds 1998:
| Partij                          | 1998 | 2002 | 2006 | 2010 | 2014 | 2018 | 2022 |
| ------------------------------- | ---- | ---- | ---- | ---- | ---- | ---- | ---- |
| Ooststellingwerfs Belang        | -    | -    | 4    | 7    | 6    | 5    | 5    |
| PvdA                            | 8    | 7    | 8    | 5    | 4    | 2    | 3    |
| GroenLinks                      | 2    | 2    | 1    | 1    | 2    | 2    | 3    |
| CDA                             | 5    | 6    | 4    | 4    | 4    | 3    | 2    |
| VVD                             | 4    | 4    | 3    | 2    | 2    | 3    | 2    |
| Vrije Partij Ooststellingwerf   | -    | -    | -    | -    | -    | -    | 2    |
| Lokaal Sociaal Ooststellingwerf | -    | -    | -    | -    | -    | -    | 2    |
| ChristenUnie                    | 1    | 1    | 1    | 1    | 1    | 1    | 1    |
| D66                             | 1    | 1    | -    | 1    | 1    | 1    | 1    |
| Stellingwerf Plus               | -    | -    | -    | -    | 1    | 1    | -    |
| Wij Lokaal                      | -    | -    | -    | -    | -    | 2    | -    |
| Lijst Ter Heide                 | -    | -    | -    | -    | -    | 1    | -    |
| Totaal                          | 21   | 21   | 21   | 21   | 21   | 21   | 21   |

## Wateren

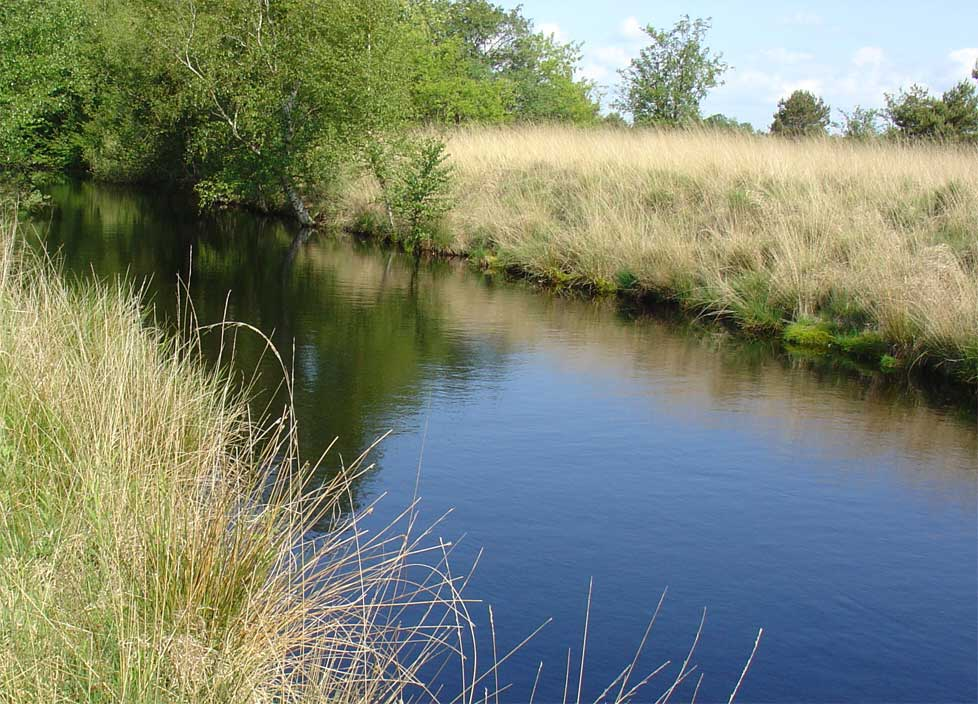
De Lycklamavaart nabij het Fochteloërveen

In de provincie Friesland zijn doorgaans in alle gemeenten op het vasteland sinds 15 maart 2007 de Friese namen van de wateren de officiële namen. De gemeente Ooststellingwerf heeft gekozen voor zo veel mogelijk Stellingwerfse namen. De Nederlandse waternamen zijn afkomstig van de Topografische Dienst van Kadaster Geo-Informatie.

### Kanalen en sloten
In de gemeente Ooststellingwerf bevinden zich de volgende kanalen, sloten en diverse watergangen:
| Nederlandse naam    | Officiële naam       |
| ------------------- | -------------------- |
| Appelschastervaart  | Appelschester Vaort  |
| Boksloot            | Boksloot             |
| Boven Tjonger       | Kuunder              |
| Bruggewijk          | Broggewiek           |
| Derde Kruiswijk     | Dadde Kruuswiek      |
| Derde Wijk          | Dadde Wiek           |
| Eerste Kruiswijk    | Eerste Kruuswiek     |
| Eerste Opwijk       | Eerste Opwiek        |
| Eerste Wijk         | Eerste Wiek          |
| Elfde Wijk          | Elfde Wiek           |
| Fochtelervaart      | Fochteler Vaort      |
| Gaere Zwette        | De Zwette            |
| Grootdiep           | Grootdiep            |
| Haulerdiep          | Hauler Diep          |
| Haulervaart         | De Wiek              |
| Haulerwijkstervaart | Haulerwiekster Vaort |
| Kleindiep           | Kleindiep            |

| Nederlandse naam             | Officiële naam                |
| ---------------------------- | ----------------------------- |
| Knipslootwijk                | Knipsloot                     |
| Kromme Elleboogvaart         | Kromme Elleboogvaart          |
| Kuinder of Tjonger           | De Tsjonger of De Kuunder     |
| Linde                        | De Lende                      |
| Lycklamavaart                | Lycklemevaort                 |
| Makkingaastervaart           | De Wiek                       |
| Negende Wijk                 | Negende Wiek                  |
| Nieuwe Vaart                 | Ni’je Vaort                   |
| Opsterlandse Compagnonsvaart | Opsterlânske Kompanjonsfeart  |
| Oude Wijk                    | Oolde Wiek                    |
| Prinsenwijk                  | Preenzewiek                   |
| Secretariswijk               | Siktaoriswiek                 |
| Tilgrup                      | De Tillegröppe                |
| Tjobbekampsterwaterlossing   | Sjammekaampster Waeterlossing |
| Vijfde Wijk                  | Viefde Opwiek                 |
| Vierde Opwijk                | Vierde Opwiek                 |
| Zevende Wijk                 | Zeuvende Wiek                 |

### Meren en poelen

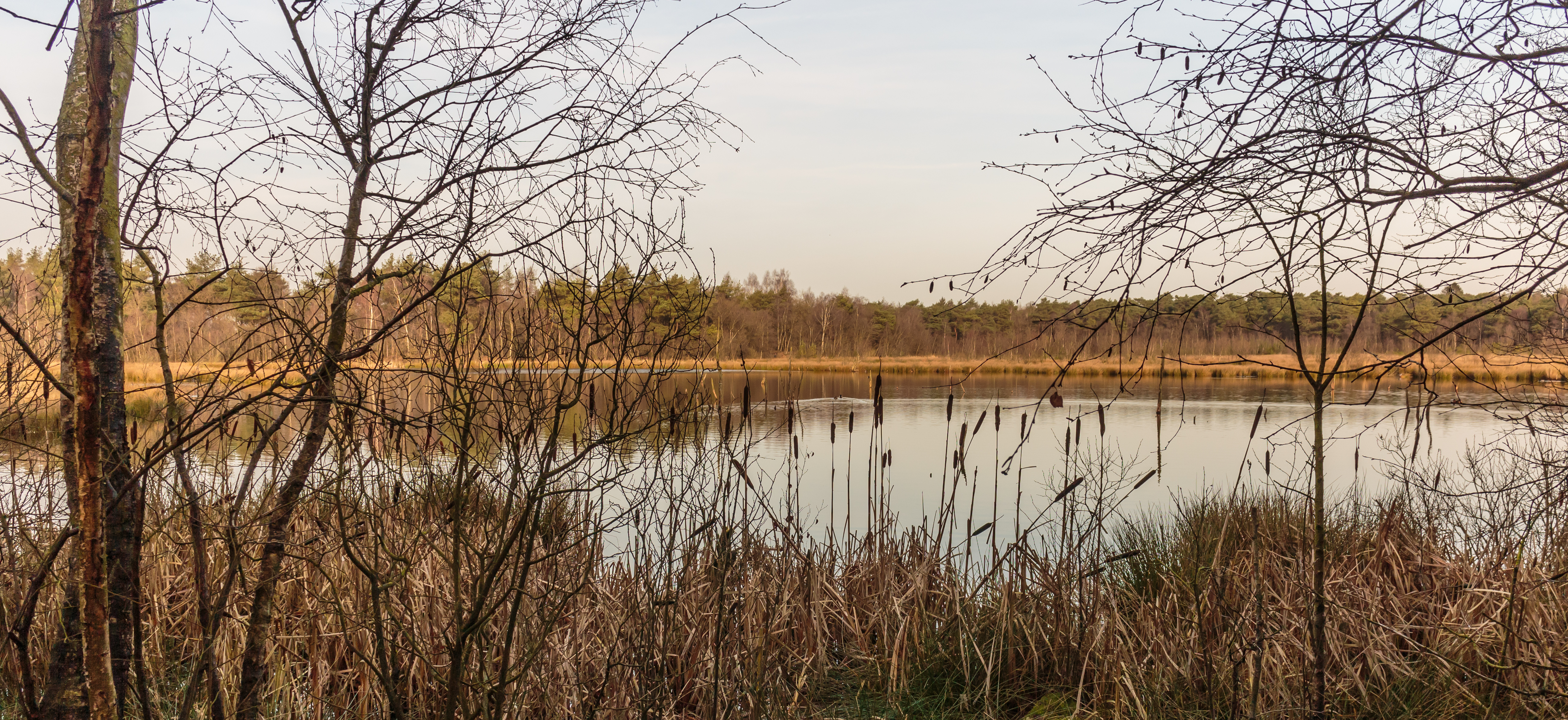
Diakonieveen. Natuurgebied van It Fryske Gea.

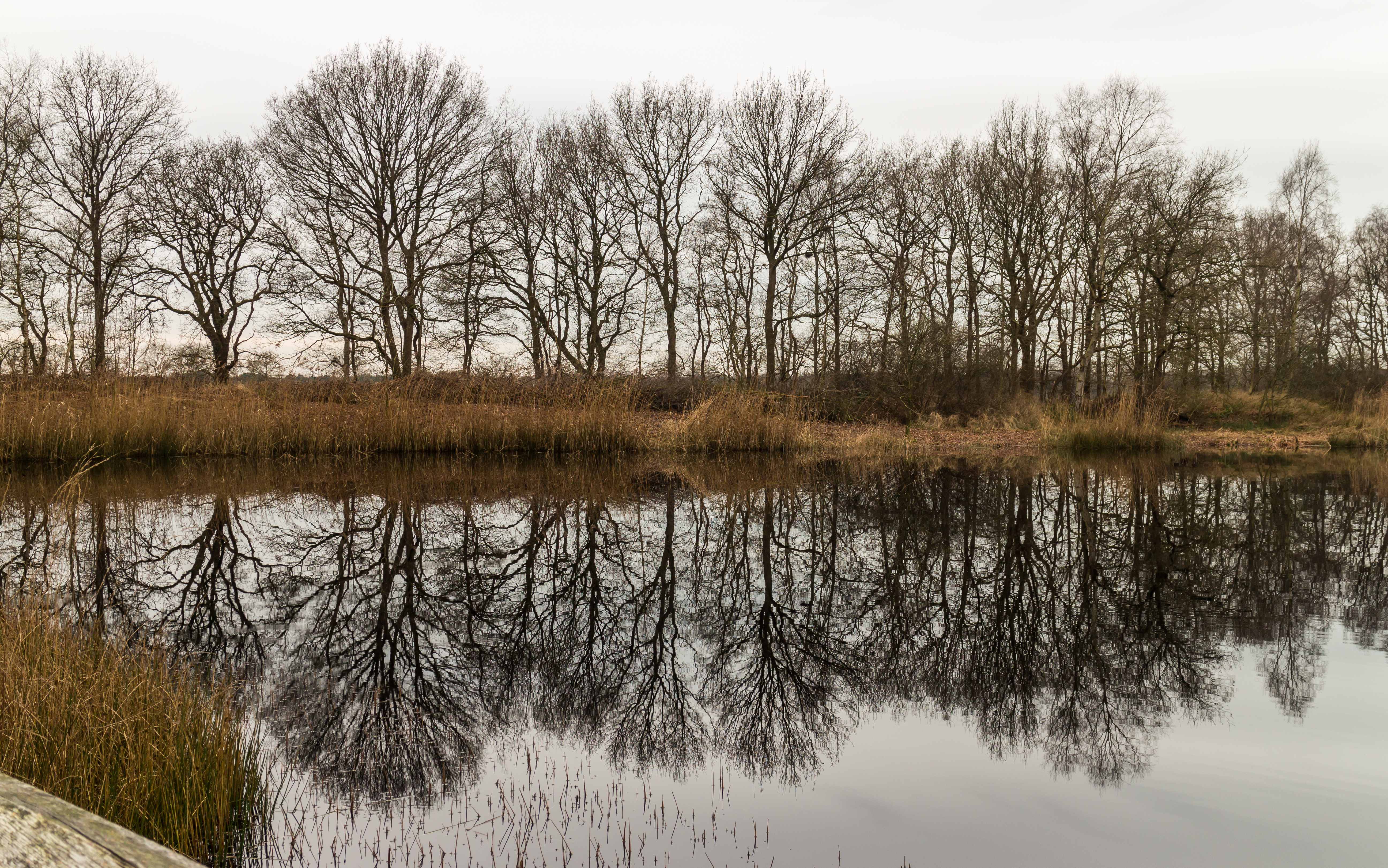
Catspoele. Natuurgebied van It Fryske Gea.

In de gemeente Ooststellingwerf bevinden zich de volgende meren en poelen:
| Nederlandse naam | Officiële naam          |
| ---------------- | ----------------------- |
| Apenpoel         | Aepemeer                |
| Blauwe Stientjes | (Blauwe) Stientiespoele |
| Canadameer       | Kannedemeer             |
| Catspoele        | Catspoele               |
| Diakonieveen     | Diakonievene            |
| Grenspoel        | Greenspoele             |
| Haulerpoel       | Hauler Poele            |
| Schapepoel       | Schaopedobbe            |
| Stobbepoel       | Stobbepoele             |

## Natuurgebieden
- Blauwe Bos
- Delleburen (Delleboeren)
- Drents-Friese Wold (Drents-Friese Woold)
- Fochteloërveen (Fochtelervene)
- Haulerpolder (Haulerpoolder)
- Tiesingabosje (Tiesingebossien)

## Media in Ooststellingwerf
Kranten
- De Nieuwe Ooststellingwerver (regionale krant uitgegeven op iedere woensdag)
- De Grijpvogel (lokale krant)

Radio
- Omroep Odrie (lokale omroep)

## Bevolkingsontwikkeling
| 2003   | 2004   | 2005   | 2006   | 2008   | 2010   | 2012   | 2014   | 2016   | 2019   | 2022   | 2023   |
| ------ | ------ | ------ | ------ | ------ | ------ | ------ | ------ | ------ | ------ | ------ | ------ |
| 26.760 | 26.683 | 26.491 | 26.125 | 26.399 | 26.235 | 25.858 | 25.672 | 25.571 | 25.498 | 25.687 | 25.825 |

## Monumenten
In de gemeente zijn er een aantal rijksmonumenten, gemeentelijke monumenten, en oorlogsmonumenten, zie:
- Lijst van rijksmonumenten in Ooststellingwerf
- Lijst van gemeentelijke monumenten in Ooststellingwerf
- Lijst van oorlogsmonumenten in Ooststellingwerf